# 大石亜希子
大石 亜希子（おおいし あきこ、1963年 - ）は、日本の経済学者。千葉大学法政経学部教授。専門は労働経済学、社会保障論。

## 略歴・人物
日本経済研究センター研究員、国立社会保障・人口問題研究所室長を経て、2011年より現職。
実父は経済学者で横浜市立大学名誉教授の佐藤経明。

## 学歴
- 1985年3月 慶應義塾大学法学部法律学科卒業
- 1996年3月 一橋大学大学院経済学研究科修士課程課程修了
- 2008年3月 一橋大学大学院経済学研究科博士課程単位取得退学
- 2012年9月 千葉大学より博士（学術）

## 職歴
- 1985年4月 - 1999年3月 社団法人日本経済研究センター
- 1999年4月 - 2006年3月 国立社会保障・人口問題研究所 社会保障基礎理論研究部第二室長
- 2006年4月 - 2007年3月 千葉大学法経学部助教授
- 2007年4月 - 2011年9月 千葉大学法経学部准教授
- 2011年10月 - 千葉大学法経学部教授
- 2012年10月 - 2013年7月 全米経済研究所客室研究員
- 2014年4月 - 千葉大学法政経学部教授
- 2023年4月 - こども家庭庁こども家庭審議会委員[2]

## 著書

### 単書
- 『取引仲介業の産業組織論』（日本経済研究センター、1991年）

### 共書
- 『子育て世帯の社会保障』（東京大学出版会、2005年）
- 『人口減少・環境制約下で持続するコミュニティづくり』（千葉日報社、2012年）
- 『実効性のある少子化対策のあり方』（日本経団連出版、2015年）
- 『社会と健康 健康格差解消に向けた統合科学的アプローチ』（東京大学出版会、2015年）